# Ashley Heights
Ashley Heights és una concentració de població designada pel cens dels Estats Units a l'estat de Carolina del Nord. Segons el cens del 2000 tenia 341 habitants.

## Demografia
Segons el cens del 2000, Ashley Heights tenia 341 habitants, 120 habitatges i 101 famílies. La densitat de població era de 54,4 habitants per km².
Dels 120 habitatges en un 38,3% hi vivien nens de menys de 18 anys, en un 56,7% hi vivien parelles casades, en un 19,2% dones solteres, i en un 15,8% no eren unitats familiars. En el 13,3% dels habitatges hi vivien persones soles el 5% de les quals corresponia a persones de 65 anys o més que vivien soles. El nombre mitjà de persones vivint en cada habitatge era de 2,84 i el nombre mitjà de persones que vivien en cada família era de 3.
Per edats la població es repartia de la següent manera: un 29,3% tenia menys de 18 anys, un 6,5% entre 18 i 24, un 34,6% entre 25 i 44, un 21,1% de 45 a 60 i un 8,5% 65 anys o més.
L'edat mediana era de 36 anys. Per cada 100 dones de 18 o més anys hi havia 94,4 homes.
La renda mediana per habitatge era de 32.679 $ i la renda mediana per família de 28.000 $. Els homes tenien una renda mediana de 40.938 $ mentre que les dones 21.042 $. La renda per capita de la població era de 16.467 $. Entorn del 22,7% de les famílies i el 22,9% de la població estaven per davall del llindar de pobresa.

## Poblacions més properes
El següent diagrama mostra les poblacions més properes.